# Бомбардування авіабази Шайрат

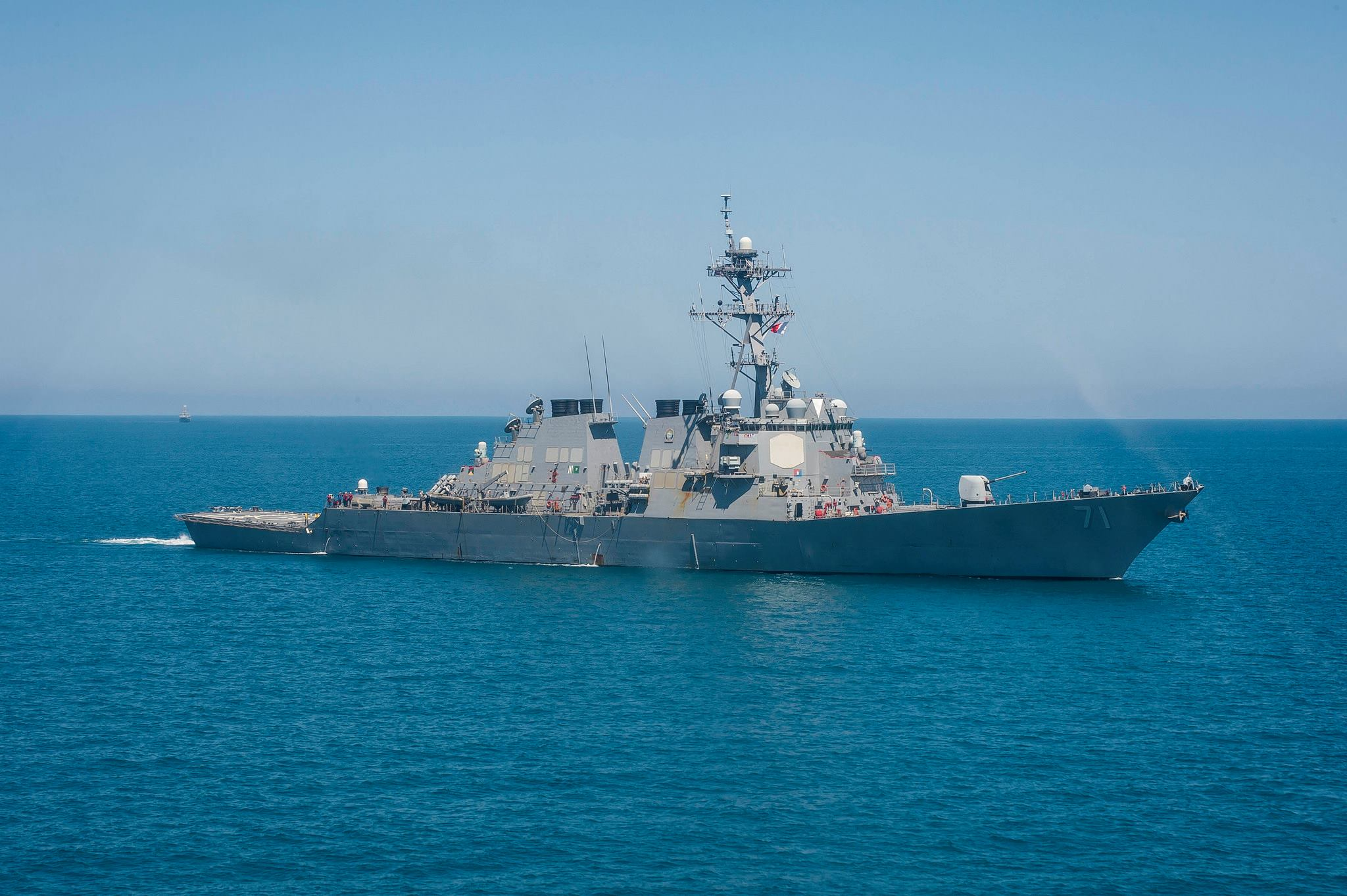
Есмінець USS Ross (DDG-71)

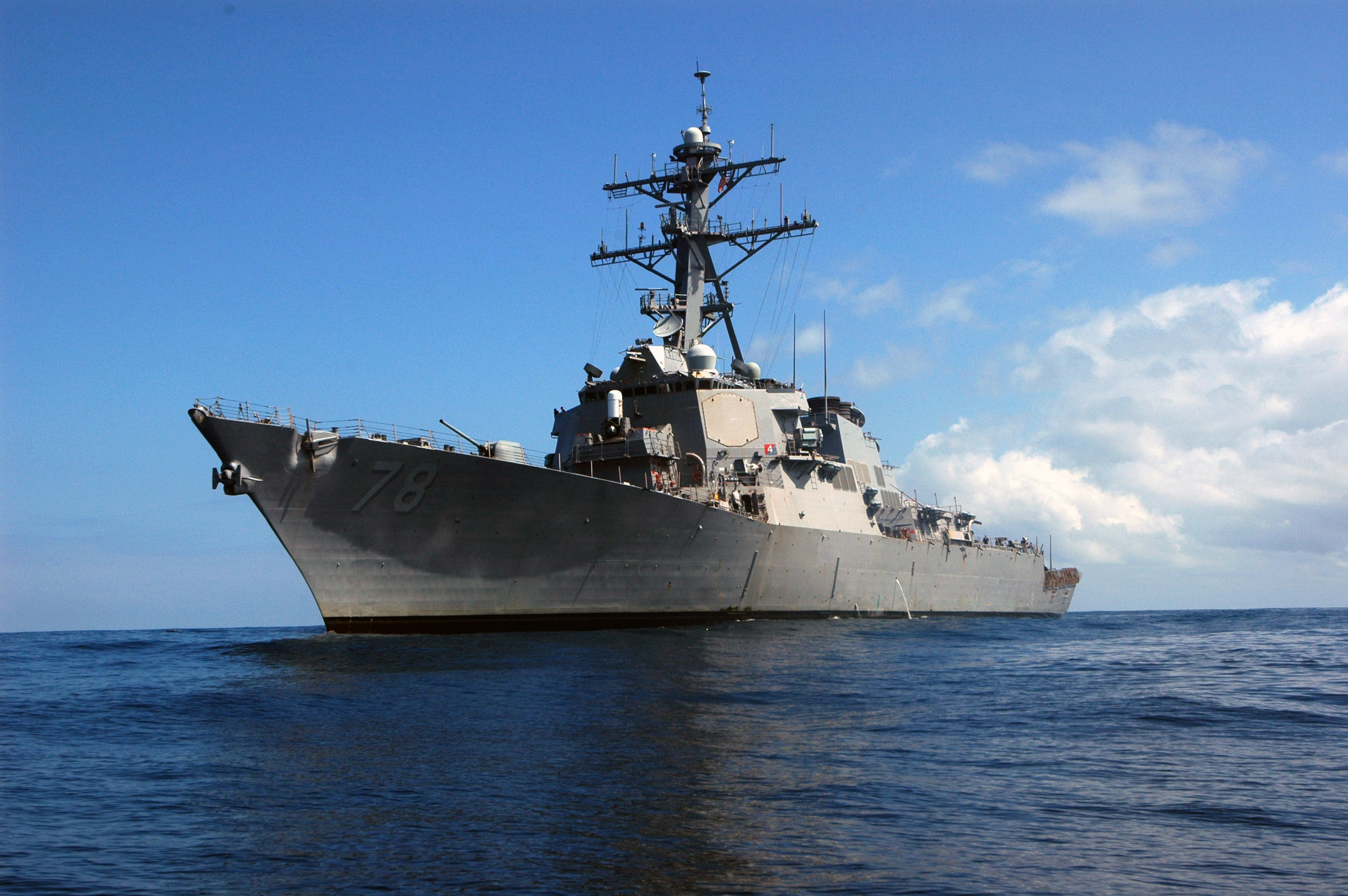
Есмінець USS Porter (DDG-78)

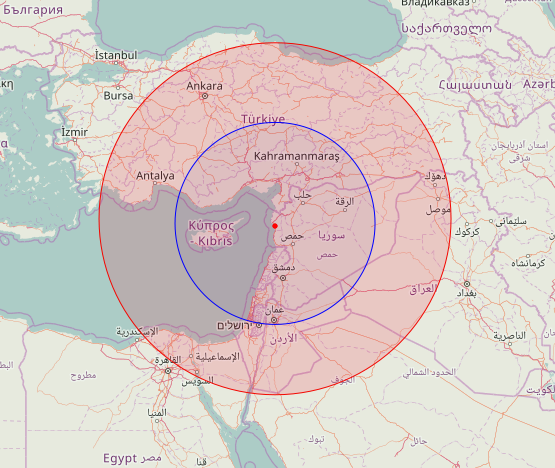
Зона ураження російського ЗРК С-400 розгорнутого на авіабазі Хмеймім (синє коло)

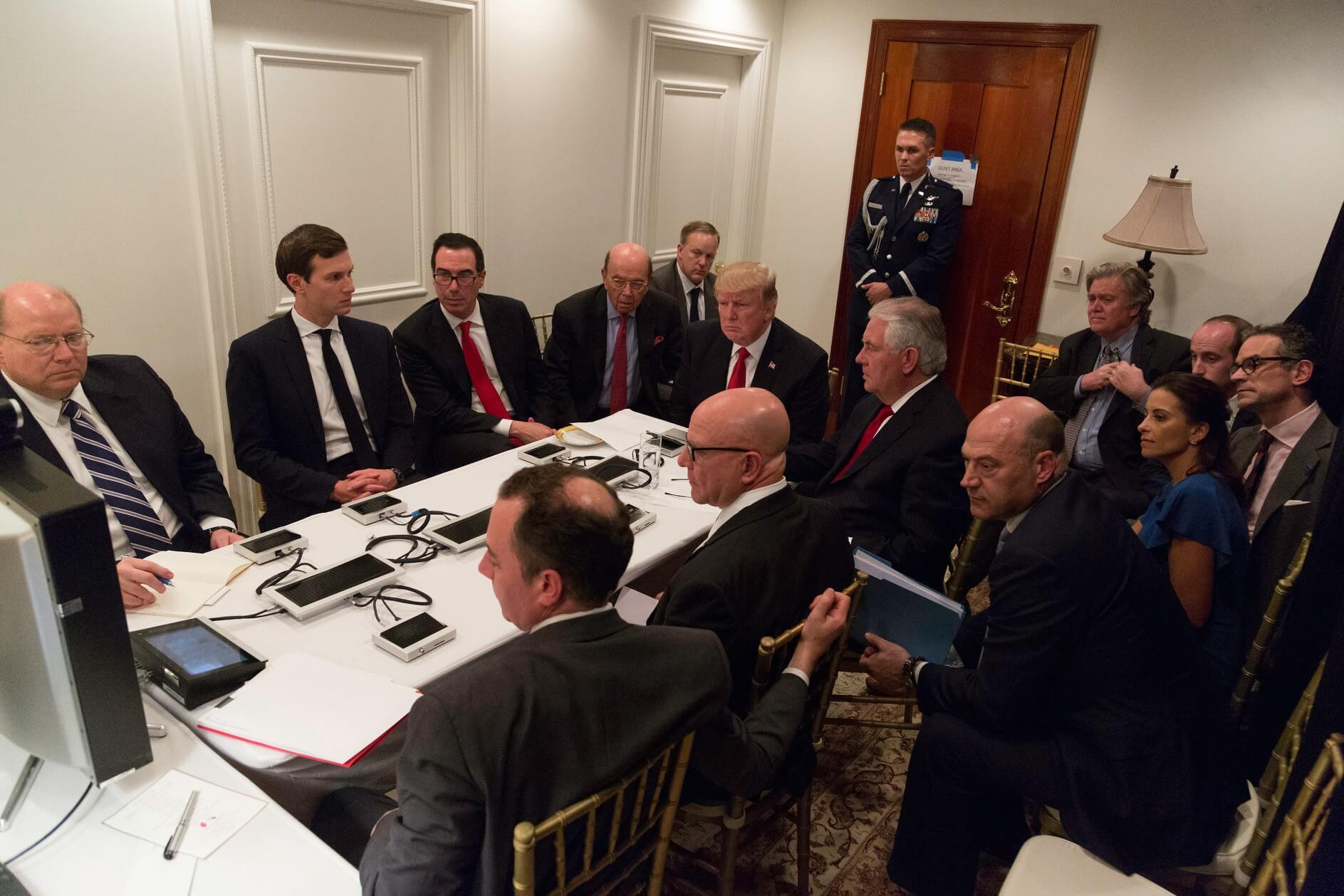
Трамп отримує брифінг про військовий удар по Сирії під час засідання Ради національної безпеки США

Бомбардування бази ВПС Сирії Шайрат — військова операція Збройних сил США, виконана о 4:40 годині вранці за сирійським часом 7 квітня 2017 року в період громадянської війни в Сирії. Удар крилатими ракетами «Томагавк» по сирійській авіаційній базі Шайрат поблизу міста Хомс було здійснено за розпорядженням Президента Дональда Трампа. Він став реакцією на хімічну атаку на підконтрольне повстанцям сирійське місто Хан-Шейкун урядових військ президента Асада, внаслідок якої загинули понад 100 осіб і більше як 400 отримали хімічні ураження. Хімічна атака була здійснена літаками сирійських ВПС, що базуються на базі Шайрат.

## Дії ВМС США
За даними американських військових, а також місцевих спостерігачів, хімічна атака на Хан-Шейхун була здійснена літаком, що вилетів з авіабази Шайрат за безпосереднім наказом Башара Асада.
Пентагон попередив Москву за три години до початку атаки.
Два есмінці американського флоту, що базуються у Середземному морі, USS Porter та USS Ross, випустили 60 ракет «Tomahawk E», однак одна ракета вийшла з ладу та була втрачена.
Аеродром Шайрат розташований у провінції Хомс (Західна Сирія). Знищено близько 20 літаків.Руйнувань зазнала інфраструктура летовища, ділянки посадкової смуги, сирійська військова авіація, склади боєзапасів та пального. Американські військові вжили всіх заходів, аби не зачепити російську військову техніку (перебувала на базі принаймні з 2015 року) та персонал авіабази, а також уникнути жертв серед цивільних. Росія офіційно повідомлена не була, але російські військові на місці були заздалегідь поінформовані про ракетний удар.

## Реакція

### Офіційні міжнародні відгуки
- Велика Британія запевнила у повній підтримці дій США, назвавши їх «закономірною відповіддю на варварський хімічний напад, здійснений сирійським режимом»[13].
- Німеччина і  Франція висловили розуміння цього кроку[14] і поклали всю повноту відповідальності за загострення у Сирії на сирійського президента Башара Асада. У спільній заяві Анґели Меркель і Франсуа Олланда, оприлюдненій уранці 7 квітня, конкретно сказано:Президент Асад одноосібно несе відповідальність за такий розвиток подій. Повторне застосування ним хімічної зброї та його злочини проти власного населення вимагають покарання, про що Франція та Німеччина вже заявляли влітку 2013 року після бійні в Гуті.[15]Міністр закордонних справ Німеччини Зігмар Габріель назвав дії США «зрозумілою відповіддю» на нерішучу позицію РБ ООН[16].
- Україна вважає ракетний удар, завданий США, необхідною відповіддю в ситуації, що склалася в Сирії. МЗС України оприлюднило заяву, в якій засудило використання хімічної зброї урядом Асада та наголосило на політичній відповідальності Росії за хімічну атаку в сирійській провінції Ідліб[17].
- Також дії США підтримали  Ізраїль,  Туреччина,  Австралія та  Саудівська Аравія[18].